# 東京都市計画道路幹線街路放射第27号線
東京都市計画道路幹線街路放射第27号線（とうきょうとしけいかくどうろかんせんがいろほうしゃだい27ごうせん）は、東京都千代田区の竹橋から発し、千代田区麹町六丁目に至る都市計画道路である
。千鳥ケ淵交差点までは代官町通り、麹町六丁目交差点までは番町中央通りと呼ばれる．

## 起点・終点
- 起点：東京都千代田区竹橋
- 終点：東京都千代田区麹町五丁目
- 総延長：約2,300m

## 主に交差する道路
- 内堀通り（東京都道401号麹町竹平線）- 竹橋交差点
- 内堀通り（東京都道401号麹町竹平線）- 千鳥ケ淵交差点
- 新宿通り（国道20号）- 麹町六丁目交差点